# Fernando Forestieri
Fernando Martín Forestieri (* 15. Januar 1990 in Rosario, Argentinien) ist ein italienisch-argentinischer Fußballspieler.

## Karriere

### Verein

#### CFC Genua und Udinese Calcio
Der als Sohn italienischer Eltern in Argentinien geborene Fernando Forestieri kehrte mit seinen Eltern im Alter von sechzehn Jahren nach Italien zurück und wechselte in die Jugend des CFC Genua. Sein Debüt für den italienischen Zweitligisten feierte er am 8. November 2006 im italienischen Pokal gegen den FC Empoli. Seinen ersten und einzigen Ligaeinsatz bestritt er am 13. Januar 2007 bei einer 1:2-Niederlage bei Pescara Calcio und erzielte dabei direkt seinen ersten Treffer. In den folgenden zwei Spielzeiten wurde er an den Erstligisten AC Siena und den Zweitligisten Vicenza Calcio ausgeliehen.
Im Juli 2009 wechselte er zu Udinese Calcio wurde jedoch direkt an den spanischen Erstligisten FC Málaga verliehen. Für Málaga bestritt er neunzehn Spiele in der Primera División 2009/10. Die beiden anschließenden Spielzeiten agierte er auf Leibais bei den italienischen Zweitligisten FC Empoli und AS Bari.

#### FC Watford und Sheffield Wednesday
Am 31. August 2012 wechselte er mit fünf Mannschaftskameraden von Udinese Calcio auf Leihbasis zum englischen Zweitligisten FC Watford. Der Verein aus Watford war im Juni ebenfalls von Giampaolo Pozzo gekauft worden, dem Besitzer des FC Granada und von Udinese Calcio. Mitte Januar 2013 gab Watford die Verpflichtung von Forestieri auf fester Vertragsbasis bekannt. In der Football League Championship 2012/13 zog der 23-jährige Angreifer (28 Ligaspiele/8 Tore) mit seinem Team als Tabellendritter in die Play-offs ein. Im Anschluss an den Erstrundenerfolg über Leicester City scheiterte der FC Watford im Finale mit 0:1 nach Verlängerung an Crystal Palace. Nach sieben Ligatreffern in der Saison 2013/14 für den Tabellendreizehnten, erreichte Fernando Forestieri 2014/15 mit seiner Mannschafts als Tabellenzweiter den Aufstieg in die Premier League.
Ende August 2015 unterschrieb Forestieri einen Vierjahresvertrag beim Zweitligisten Sheffield Wednesday. Für das Team aus Sheffield erzielte er fünfzehn Ligatreffer und erreichte damit den bisherigen Bestwert in seiner Karriere. Mit dem Tabellensechsten zog er nach einem Erfolg über Brighton & Hove Albion (2:0 und 1:1) ins Play-off-Finale ein, verlor dieses jedoch mit 0:1 gegen Hull City.

#### Udinese Calcio und Johor Darul Ta’zim FC
Zur Saison 202/21 wechselte er dann erneut zu Udinese Calcio in die Serie A. Dort absolvierte Forestieri in anderthalb Jahren 27 Pflichtspielen, in denen er vier Treffer erzielen konnte. Im Januar 2022 unterschrieb er einen Vertrag bei Johor Darul Ta’zim FC in der Malaysia Super League. Am Ende der Saison 2022 und 2023 feierte er mit Johor die malaysische Meisterschaft und den Gewinn des FA Cups.

### Nationalmannschaft
Mit der U-19-Auswahlmannschaft Italiens nahm Fernando Forestieri an der U-19-Fußball-Europameisterschaft 2008 in Tschechien teil. Italien zog als Gruppensieger der Gruppe B ins Halbfinale ein und setzte sich dort mit 1:0 gegen Ungarn durch. Im Finale in Jablonec nad Nisou verlor der in der Startelf stehende Forestieri mit seinem Team 1:3 gegen die Deutsche U-19-Nationalmannschaft. Anschließend spielte er noch jeweils zweimal in Freundschaftspartien für die U-20 und U-21-Auswahl Italiens.

## Erfolge
Johor Darul Ta’zim FC
- Malaysischer Meister: 2022, 2023
- Malaysischer Supercup-Sieger: 2022
- Malaysischer-FA-Cup-Sieger: 2022, 2023
- Malaysischer Pokalsieger: 2022, 2023